# Jasionowo (gmina Sztabin)
Jasionowo – wieś w Polsce położona w województwie podlaskim, w powiecie augustowskim, w gminie Sztabin.
| SIMC    | Nazwa             | Rodzaj  |
| ------- | ----------------- | ------- |
| 0769574 | Kolonie Jasionowo | kolonia |

Wieś duchowna położona była w końcu XVIII wieku w powiecie grodzieńskim województwa trockiego, jednak wg innych opracowań wieś do czasów Rozbiorów leżała na terenie Korony tuż przy granicy z Wielkim Księstwem Litewskim. 
17 września 1943 Niemcy dokonali pacyfikacji wsi, zabijając 43 osoby. 
W latach 1975–1998 miejscowość administracyjnie należała do województwa suwalskiego.